# Cracker Barrel
Cracker Barrel Old Country Store, Inc. (рус. Старый ресторан «Бочонок крекеров», NASDAQ: CBRL) — американская сеть комбинированных ресторанов и сувенирных магазинов с Южной кантри-тематикой. Компания была основана Дэном Эвинсом в 1969 году; её первый магазин находился в Лебаноне, штат Теннесси. Корпоративные офисы расположены на разных объектах в одном и том же городе. Магазины сети сначала располагались вблизи съездов с межштатных автомагистралей на юго-востоке и Западе Соединённых Штатов, но в 1990-е и 2000-е годы расширились по всей стране. По состоянию на 1 сентября 2019, сеть управляет 660 магазинами в 45 штатах.
Меню Cracker Barrel основано на традиционной Южной кухне, с внешним видом и декором, разработанным, чтобы напоминать старомодный универсальный магазин. У каждого ресторана есть веранда с деревянными креслами-качалками, каменными каминами и декоративными предметами местного искусства.
В мае 2004 года Министерство юстиции США объявило, что оно урегулировало судебный процесс, утверждая, что сотрудники Cracker Barrel примерно в 50 из 500 филиалов компании дискриминировали миноритарных клиентов. В предыдущие месяцы Министерство юстиции провело интервью примерно со 150 нынешними и бывшими сотрудниками и клиентами и подало иск, утверждая, что в 50 магазинов, расположенных в Алабаме, Джорджии, Луизиане, Миссисипи, Северной Каролине, Теннесси и Вирджинии, применяли различные дискриминационные политики, включая расовую сегрегацию и плохое качество обслуживания. В соглашении с Министерством юстиции, заключённом во внесудебном порядке, сеть обязалась осуществить ряд изменений, в том числе усилить и обнародовать политику компании в области недискриминации, переподготовить и/или уволить сотрудников нарушающих новую политику, а также пообещала сосредоточиться на улучшении представительства меньшинств и гражданского участия. Через несколько месяцев после этого заявления совет директоров компании (при поддержке акционеров) проголосовал за принятие обязательного пенсионного возраста в 70 лет для всех руководителей Cracker Barrel и членов совета директоров. Реализация этого правила побудила основателя компании Дэна Эвинса, которому в то время было 69 лет, объявить о своём уходе с поста председателя правления компании. На годовом собрании компании в 2004 году акционеры проголосовали за переизбрание Майкла Вудхауса на пост генерального директора, а также за назначение на должность председателя совета директоров, фактически объединив эти должности.

## История

### Ранняя история компании
Компания Cracker Barrel была основана в 1969 году Дэном Эвинсом, торговым представителем компании Shell Oil, который изначально разработал концепцию ресторана и сувенирного магазина как план улучшения продаж бензина. Cracker Barrel была призвана привлечь интерес путешественников по шоссе. Первый ресторан был построен недалеко от межштатной автомагистрали 40, в Лебаноне, штат Теннесси, и был открыт в сентябре 1969 года.
Cracker Barrel зарегистрирована в феврале 1970 года, и вскоре открыла ещё несколько ресторанов. В начале 1970-х годов фирма арендовывала землю на автозаправочных станциях вблизи межштатных автомагистралей для строительства ресторанов. В начале 1980-х годов компания сократила количество заправочных станций на месте, в конечном счёте полностью отказавшись от них, поскольку компания сосредоточилась на своих доходах от ресторанов и продажи подарочных наборов. После первоначального публичного размещения акции Cracker Barrel росли со скоростью около 20 процентов в год. К 1987 году компания превратилась в сеть из более чем 50 подразделений в восьми штатах, с годовым чистым объёмом продаж почти в 81 миллион долларов.

### Новые рынки и переориентация
Рост компании продолжался на протяжении 1980-х и 1990-х годов, достигнув рыночной стоимости в 1 миллиард долларов к 1992 году.В 1993 году выручка сети была почти в два раза больше, чем у любого другого семейного ресторана.
К сентябрю 1997 года в Cracker Barrel было 314 ресторанов, и в течение следующих пяти лет она намеревалась увеличить количество магазинов примерно на 50 в год. Президент компании Рон Магрудер заявил, что сеть укрепляет свой имидж, предлагая традиционные продукты питания и розничную торговлю в условиях загородного магазина, с хорошим обслуживанием и музыкой в стиле кантри.
В 2019 году Cracker Barrel приобрела компанию Maple Street Biscuit Company за 36 миллионов долларов наличными.

### Деятельность
Число ресторанов и магазинов, принадлежащих компании Cracker Barrel, увеличилось в период с 1997 по 2000 год и составило более 420 точек. В 2000 и 2001 годах компания решала кадровые и инфраструктурные вопросы, связанные с этим быстрым ростом, внедряя более жёсткую стратегию подбора персонала и внедряя новые технологии, включая систему размещения заказов. С конца 1990-х до середины 2000-х годов компания сосредоточилась на открытии новых магазинов в жилых районах, чтобы привлечь клиентов. К 2011 году Cracker Barrel открыла более 600 ресторанов в 42 штатах.

## Ресторан

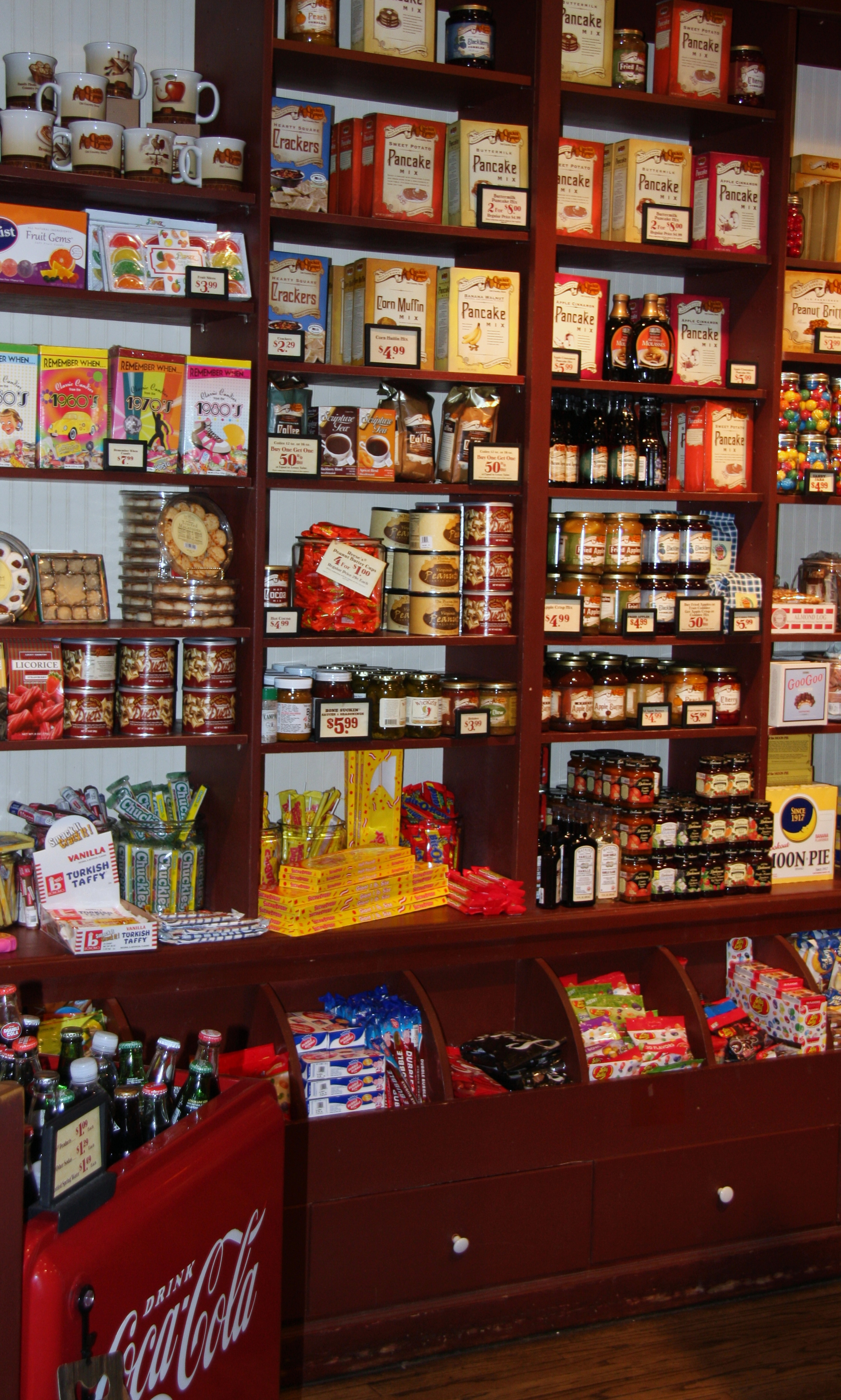
Сувенирный магазин сети

### Сувенирный магазин
Как сеть с Южной тематикой, Cracker Barrel предлагает традиционную еду, часто описываемую как домашняя деревенская кухня, и продаёт подарочные товары, включая простые игрушки, представляющие 1950-е и 1960-е годы, игрушечные транспортные средства, головоломки и изделия из дерева. Также продаются компакт-диски с кантри-музыкой, кулинарные книги, смеси для выпечки.

### Сервис и декор
На протяжении большей части своей истории Cracker Barrel размещала свои рестораны недалеко от шоссе, и большинство ее ресторанов остаются недалеко от межштатных и других автомагистралей.
Локации оформлены в стиле традиционного универмага на юге США. Предметы, используемые для украшения каждого магазина, являются подлинными артефактами, включая предметы быта начала 1900-х годов и после них. Декор в каждом месте обычно включает артефакты, связанные с местной историей этого района, включая старинные бытовые инструменты, старые настенные календари и рекламные плакаты, а также старинные фотографии, они централизованно хранятся на складе в Теннесси, где они каталогизируются и складируются для дальнейшего использования отдельными магазинами.

### Награды
Журнал Destinations magazine вручил этой сети награды за лучший ресторан. Также она была выбрана Американской ассоциацией уличной рекламы в качестве лауреата премии OBIE Hall of Fame Award 2011 года за ее многолетнее использование такой рекламы. Он также был назван «лучшим семейным рестораном» по результатам общенационального опроса потребителей в журнале Restaurants & Institutions magazine в течение 19 лет подряд.

## Руководство

### Высшее руководство
| Имя             | Должность                                                                 | Примечание |
| --------------- | ------------------------------------------------------------------------- | ---------- |
| Сандра Кокран   | Президент и главный исполнительный директор                               | [ 35 ]     |
| Дуг Кувильон    | Старший вицепрезидент                                                     | [ 35 ]     |
| Лора Дейли      | Старший вицепрезидент                                                     | [ 35 ]     |
| Джилл Голдер    | Старший вицепрезидент и главный финансовый директор                       | [ 35 ]     |
| Майкл Хэкни     | Старший вицепрезидент                                                     | [ 35 ]     |
| Ричард Вольфсон | Старший вицепрезидент, генеральный юрисконсульт и корпоративный секретарь | [ 35 ]     |

### Руководители дочерних компаний
| Имя           | Должность               | Примечание |
| ------------- | ----------------------- | ---------- |
| Скотт Мур     | Chief Executive Officer | [ 36 ]     |
| Майкл Чисслер | President and COO       | [ 37 ]     |

## Корпорация

### Совет директоров
Компания управляется советом директоров, члены совета директоров избираются ежегодно на годовом собрании акционеров по мажоритарной системе голосования. В правлении есть пять комитетов, которые курируют конкретные вопросы. К таким комитетам относятся Комитет по аудиту, который занимается вопросами бухгалтерского учёта в компании, включая аудит и отчётность; Комитет по вознаграждениям, который утверждает вознаграждение для генерального директора и других сотрудников компании; правление и Комитет по назначениям, который обрабатывает различным корпоративным вопросам, включая номинацию совета; исполнительный комитет, председателем которого является по должности председателем совета, и общественной ответственности комитет, который работает для того, чтобы компания по-прежнему соблюдала все местные, государственные и федеральные законы, помимо того, компания остаётся нейтральной в американской политике.

### Инвестиции и бизнес-модель
Рестораны Cracker Barrel ориентированы на семейный и повседневный рынок питания, а также розничные продажи. Сеть также рекламирует людей, путешествующих по автомагистралям, так как большинство ее местоположений находятся недалеко от съездов с шоссе. Компания заявляла, что ее цели заключаются в том, чтобы сохранить низкую текучесть кадров и обеспечить себе более квалифицированный персонал. С 1980-х годов фирма предлагает всем своим сотрудникам официальную программу обучения с льготами при прохождении её.

### Участие сообщества
Cracker Barrel поддерживает широкий спектр благотворительных организаций через разовые пожертвования, рекламные мероприятия и партнёрские отношения с благотворительными организациями.Сеть поддерживала благотворительные организации и благотворительные организации в общинах, где расположены ее рестораны, включая побережье Мексиканского залива после урагана «Катрина» в 2005 году и Нэшвилл после сильного наводнения в 2010 году. В том же году компания Cracker Barrel основала компанию Cracker Barrel Cares Inc., финансируемая сотрудниками некоммерческая организация, которая оказывает поддержку бывшим сотрудникам этой компании.
В 1997 году компания приобрела дом Митчелла в Лебаноне, штат Теннесси. Дом был начальной школой и общежитием Военной академии Касл-Хайтс, которую посещали и Дэн Эвинс, и его сын. Школа закрылась в 1986 году, и с тех пор здание пустовало. Cracker Barrel потратил два миллиона долларов на восстановление дома и использовал его в качестве своей корпоративной штаб-квартиры с 1999 по 2013 год.

## Конфликты

### Политика ЛГБТ
С момента основания компании внутрифирменные правила призывали увольнять сотрудников, если они не демонстрируют «нормальных гетеросексуальных ценностей». Согласно новостным сообщениям, по меньшей мере 11 сотрудников были уволены в соответствии с этой политикой из ресторанов расположенных в Джорджии и других штатах. После демонстраций групп по защите прав меньшинств компания прекратила свою политику в марте 1991 года и заявила, что не будет проводить дискриминацию по признаку сексуальной ориентации. Начиная с 1992 года, пенсионная система работников Нью-Йорка, тогдашний крупный акционер, выдвинула предложения добавить сексуальную ориентацию в политику недискриминации компании. Раннее предложение в 1993 году было отвергнуто: 77 % высказались против и только 14 % поддержали, а 9 % воздержались. Только в 2002 году эти предложения увенчались успехом; 58 процентов акционеров компании проголосовали за это изменение.
Cracker Barrel получил самый низкий балл (15 из 100) из всех рейтинговых компаний пищевой промышленности и напитков в индексе корпоративного равенства кампании по правам человека 2008 года, измеряющем равенство меньшинств среди сотрудников. Их оценка за 2011 год увеличилась до 55 баллов. В обзоре 2011 года отмечалось, что фирма установила политику недискриминации и ввела обучение разнообразию, включающее обучение, связанное с сексуальной ориентацией. Однако оценка компании за 2013 год упала до 35 баллов из 100, не получив баллов, связанных с недискриминацией в отношении гендерной идентичности и льгот по здоровью для ЛГБТ-сотрудников и льгот для трансгендерных людей.

### Судебные иски о дискриминации по признаку расы и пола
В июле 1999 года группа бывших сотрудников Cracker Barrel подала иск, заявив, что компания подвергла их дискриминации по признаку расы. В декабре 2001 года двадцать один клиент ресторана, представленный теми же адвокатами, подал отдельный иск, обвиняя компанию в расизме, заявив, что это проявлялось в низком качестве обслуживания клиентов.
В 2006 году компания Cracker Barrel выплатила компенсацию в размере 2 миллионов долларов, чтобы прекратить судебный процесс по обвинению в расизме и сексуальных домогательствах в трёх ресторанах Иллинойса.

## Юридические иски

### Kraft Foodsvs. Cracker Barrel
В ноябре 2012 года компания Cracker Barrel лицензировала своё название для подразделения Smithfield Foods John Morrell в рамках сделки по созданию линейки мясных продуктов, которые будут продаваться в супермаркетах и через другие розничные каналы. В ответ Kraft Foods подала иск о нарушении прав на товарный знак в феврале 2013 года. Kraft продаёт сыр в розничных магазинах под своим брендом Cracker Barrel с 1954 года. Корпорация подала иск, чтобы сделка Smithfield Foods была аннулирована окружным судом США в Северном округе Иллинойса.
14 ноября 2013 года в постановлении судьи Ричарда Познера.Апелляционный суд седьмого округа оставил в силе решение судьи нижестоящего Окружного суда о наложении судебного запрета на продажу мясной продукции Cracker Barrel, предназначенной для продажи в магазинах. Седьмой контур поддержал судебный запрет, основанный на совместном сходстве марок, товаров и каналов торговли сторон: «решающим является не тот факт, что торговля сторон настолько похожа, и даже не тот факт, что продукты похожи (недорогие упакованные продукты питания). Эти сходства вкупе с тем фактом, что, если Cracker Barrel преобладает на этом рынке, аналогичные продукты со сходными торговыми названиями будут продаваться через один и тот же канал распределения — продуктовые магазины, а часто и одни и те же продуктовые магазины — и рекламироваться вместе». По оценке судьи Познера, эти сходства — несмотря на различия в соответствующих логотипах сторон и независимо от того, где продукты расположены по отношению друг к другу в продуктовых магазинах — это может привести потребителей к мысли, что все продукты Kraft, носящие название «Cracker Barrel», были произведены совместно с ответчиком. «В экономической науке такое поведение называют „традиционной прямой путаницей“». Суд далее пришёл к выводу, «что вероятность путаницы усугубляется тем фактом, что оба рассматриваемых продукта были недорогими; таким образом, потребители вряд ли тщательно изучали соответствующие этикетки». В ответ на это решение Kraft Foods и Cracker Barrel заключили соглашение об использовании названия Cracker Barrel. В обмен на то, что Kraft откажется от иска о нарушении прав на товарный знак, Cracker Barrel согласилась продавать свою продукцию под торговой маркой «CB Old Country Store».